# Парамонтрозеїт
Парамонтрозеїт — мінерал класу оксидів. Назва утворена додаванням грецького префіксоїда παρα (пара-), що означає «поблизу», до назви монтрозеїту, спорідненого мінералу.

## Характеристика
Парамонтрозеїт — оксид ванадію(IV) з хімічною формулою VO2. Кристалізується в орторомбічній системі.
Згідно з класифікацією Нікеля-Штрунца, парамонтрозеїт належить до підрозділу класу оксидів «04.DB — метал:кисень = 1:2 та подібні».
Парамонтрозеїт утворюється шляхом дегідрування монтрозеїту. Вперше виявлений у копальні «Біттер-Крік», в графстві Монтроуз (Колорадо, США). Також знайдений у американських штатах Аризона, Арканзас, Південна Дакота, Нью-Мексико, Юта та Вайомінг і в Англії.
Зазвичай парамонтрозеїт асоціюється з іншими мінералами, такими як монтрозеїт та корвузит.